# Hizb ut-Tahrir
 Denne artikel bør gennemlæses af en person med fagkendskab for at sikre den faglige korrekthed.

 For alternative betydninger, se Frihedspartiet. (Se også artikler, som begynder med Frihedspartiet)
Hizb ut-Tahrir (arabisk: حزب التحرير Ḥizb at-Taḥrīr; Befrielsespartiet) er et globalt islamisk politisk parti, hvis mål er at genoptage den islamiske levemåde gennem et islamisk kalifat. Partiet blev stiftet i 1953 i Jerusalem af den retslærde sheikh Taqiuddin an-Nabhani. Partiets øverste ledelse holder i dag til i Jordan.
Hizb ut-Tahrir arbejder for at forene alle muslimer under et islamisk styre (kalifat), for at fjerne al vestlig indflydelse i den islamiske verden og for at fremme et liv efter den rette islamiske levemåde. Det indebærer, at alle livets anliggender skal styres efter islamiske love, sharia, og livsperspektivet skal bestemmes efter Koranen og Profeten Muhammeds sædvane (sunnah), i henhold til hvad der er tilladt og forbudt (halal og haram).
Hizb ut-Tahrir opfordrer muslimer i muslimske lande til at vælte deres regeringer.
Ifølge den amerikanske tænketank Heritage Foundation var Hizb ut-Tahrir i 2003 aktiv i 40 lande med omkring 5.000—10.000 kernemedlemmer og titusindvis af løsere tilknyttede sympatisører. På verdensplan er størstedelen af medlemmerne etniske uzbekere, omend partiet er forbudt i Usbekistan og i alle de tidligere sovjetiske muslimske republikker i Centralasien og i Rusland. Hizb ut-Tahrir er også forbudt i alle arabiske stater undtagen Forenede Arabiske Emirater, Yemen og Libanon, samt i Pakistan.
Det arabiske forår, hvor organisationen var hensat til tilskuerpladserne uden folkelig opbakning, og borgerkrigen i Syrien, hvor man betalte nogle mindre militser for at sværge Hizb ut-Tahrir troskab, sendte organisationen ud i en dyb intern splittelse, der har svækket den i mange lande. I Danmark, hvor Hizb ut-Tahrir ofte optrådte i medierne i 2000'erne, har organisationen også haft medlemsflugt efter den interne konflikt, og menes i 2019 at have mellem 60 og 80 aktive medlemmer.

## Historie
Hizb ut-Tahrir blev grundlagt i Jerusalem i 1953 af Taqiuddin al-Din al-Nabhani (1909 – 1977), som var en palæstinensisk sharia-dommer (qadi). Taqiuddin var født ind i en familie af stærkt troende muslimer i en lille landsby Izjim i nærheden af Haifa i det britiske mandatområde i Palæstina, det nuværende Israel. Han studerede på al-Azhar Universitet i Egypten. Efter studierne vendte han tilbage til Palæstina for at fungere som islamisk dommer i forskellige byer i britisk Palæstina og i Libanon. Efter oprettelsen af staten Israel og nederlaget i den arbisk israelske krig i 1948 flygtede Taqiuddin for en kort overgang til Syrien, men vendte snart tilbage til Jerusalem – der nu var under jordansk kontrol. Efter nogle år fortsatte han til Jordans hovedstad Amman. Taqiuddin anså Israels sejre, tabet af Palæstina og et generelt forfald af Islam som resultatet af, at muslimerne var blevet for verdslige og vestlige. Taqiuddins løsning var mere islam, udrensning af vestlig indflydelse og en oprettelse af et islamisk kalifat. I 1950 publicerede han bogen: "Arabernes budskab" – hvori han redegjorde for sin vision om et kalifat i først de arabiske lande og dernæst resten af verden. Til dette formål etablerede han Hizb ut-Tahrir. Medgrundlægger var Khaled Hassan, som også var med til at grundlægge PLO, og sheik Assad Tamimi fra bevægelsen Islamisk Jihad.
Partiet blev straks forbudt i Jordan. Taqiuddin trodsede dog forbuddet, og Hizb ut-Tahrir begyndte at sprede sig med afdelinger i andre mellemøstlige lande. Både Taqiuddin og sidenhen Hizb ut-Tahrir har angiveligt været involveret i en række mislykkede kupforsøg mod mellemøstlige ledere; i Jordan mod kong Abdullah i 1951, og igen i Jordan samt i Syrien i 1968/69 og i Egypten i 1974.
Hizb ut-Tahrirs ideologi er i vid udstrækning dannet med det Muslimske Broderskab som inspiration, omend Taqiuddin selv fandt broderskabet for moderat i sin ideologi. Mange af Hizb ut-Tahrirs første medlemmer var selv tidligere medlemmer af det Muslimske broderskabs mere radikale fløj. Mens det Muslimske Broderskab ønsker at få magten gennem demokratiske valg, var Hizb ut-Tahrirs foretrukne strategi at komme til magten ved et militærkup. Partiet har imidlertid aldrig haft held med at få noget militær noget sted i verden til at sværge partiet troskab og underkaste sig dets lederskab. Tværtimod har militæret i den muslimske verden som regel været en af de mest sekulære samfundsinstitutioner.
Taqiuddin mente, at Vesten under den kolde krig rettede to fjendtlige angreb mod den muslimske verden: den kapitalistiske og den socialistiske. Efter kommunismens fald anser Hizb ut-Tahrirs nu kapitalismen og i særdeleshed USA som den største hindring for oprettelsen af kalifatet.
I 1977 døde Taqiuddin i Libanon og blev efterfulgt af Abd al-Qadim Zallum, en palæstinensisk imam, ligeledes uddannet på al-Azhar. Zallum udgav bogen: "Hvordan kalifatet blev ødelagt", hvori han agiterede for at rense islam fra vestlig indflydelse. I 2003 døde Abd al-Qadim Zallum – også i Libanon – og blev efterfulgt af Hizb ut-Tahrirs nuværende leder Ata Khalil Abu-Rashta, en palæstinensisk civilingeniør.
Udbruddet af det arabiske forår førte til en dyb krise for Hizb ut-Tahrir. Det stod hurtigt klart, at partiet ikke spillede nogen rolle for de demonstrerende arabere, der ikke anede, hvem det var. Abu-Rashta tog så den kontroversielle beslutning at kaste partiet ind i den syriske borgerkrig ved at betale 23 mindre militsgrupper i Syrien for at sværge Hizb ut-Tahrir troskab. Det var imidlertid i strid med partiets ideologi på to måder: dels ved at alliere sig med den militære jihad, og dels ved at betale for det. Beslutningen førte til voldsom kritik mod Abu-Rashta fra andre højtstående medlemmer, ikke mindst partiets fremmeste autoritet i religiøse spørgsmål Abu Iyas, der fremstillede Abu-Rashta som inkompetent, hyklerisk og vildledt. Iyas blev til slut ekskluderet af Hizb ut-Tahrir i december 2017. Konflikten skabte en dyb splittelse i partiet, der førte til brud ud i den mindste lokalafdeling verden over.

## Politik

### Grundlag
Hizb ut-Tahrir lægger vægt på at være en politisk sammenslutning. Og hverken en velgørende organisation eller blot en åndelig eller akademisk forsamling. De anser islam som en slags "politisk videnskab". De beskriver sig selv som "et politisk parti, hvis ideologi er Islam".
Som motto eller hele partiets raison d'être er en paragraf fra koranen:
| „ | "Og blandt jer skal der være en ummah (gruppe), som kalder til det gode (Islam), og som påbyder ma’ruf (det rette) og forbyder munkar (det afskyelige), og disse er de succesrige" -- Sura 3:104 | “ |

Hizb ut-Tahrir fortolker paragraffen således, at der skal oprettes en gruppe (ummah) eller parti af muslimer inden for islam, som skal kalde andre til sig. Det er en meget uortodoks fortolkning og sandsynligvis en fejltolkning, da ordet "ummah" normalt hentyder til hele den samlede gruppe af muslimer og de foregående vers  og efterfølgende præciserer netop, at der ikke skal skabes konkurrerende fraktioner inden for islam. Derudover tolker Hizb ut-Tahrir så "det gode" i den yderst begrænsede mening af udelukkende at betyde "islam" – og ikke generelt gode gerninger i livet. Det fjerner alle medmenneskelige og interreligiøse bånd og gør i realiteten "islam" til både målet og midlet.
Hizb ut-Tahrir anser sig som den gruppe i islam, der skal kalde de andre muslimer til sig. Målsætningen er at rense den islamiske verden for uislamisk (kufrs), hovedsaglig vestlig, indflydelse og at skabe en islamisk Khilafah-stat der kan undertvinge "kufr-staterne".

## Hizb ut-Tahrir i Danmark
Hizb ut-Tahrir kom først til Danmark i 1990'erne, hvor de opererede under navnet Khalifa eller Khilafah, som stadig er navnet på deres blad. I 2000 blev organisationens danske afdeling officielt etableret med hjælp fra britiske medlemmer. I Københavnsområdet holder organisationen især til omkring moskeen Masjid al-Faruq, der ligger på Heimdalsgade på Nørrebro og som drives af medlemmer af foreningen.
I 2003 blev det anslået, at der var under 50 egentlige medlemmer samt nogle få hundrede sympatisører. Dansk-afghaneren Omar Shah, der fulgte Hizb ut-Tahrir tæt i flere år, hævdede i 2004, at der var 600 medlemmer samt 400 aktive sympatisører. Enkelte offentlige møder som et i Nørrebrohallen i november 2001 har kunnet samle omkring 1.000 tilhørere. I 2014 vurderedes det, at organisationen havde 100-150 fuldgyldige medlemmer i Danmark, heraf størstedelen i Københavnsområdet. I starten af januar 2019 vurderede Weekendavisen, at partiet efter en større medlemstilbagegang havde mellem 60 og 80 medlemmer og problemer med at indkræve sine medlemskontingenter. Facebook-gruppen HuT Danmark har i oktober 2020 lidt over 1100 følgere.
Den daværende formand for Hizb ut-Tahrirs danske afdeling Fadi Abdullatif blev 17. august 2006 idømt tre måneders ubetinget fængsel i Københavns Byret for trusler mod Anders Fogh Rasmussen på baggrund af en tekst fra en løbeseddel: "Drag af sted for at hjælpe jeres brødre i Fallujah i Irak og udslet jeres regenter, hvis de står i vejen for jer." Abdullatif ankede dommen til Østre Landsret, hvor den blev stadfæstet. Abdullatif var tidligere (i 2003) idømt 60 dages betinget fængsel for trusler, grove forhånelser og opfordring til drab på jøder på baggrund af løbesedler med et citat fra koranen: "Og dræb dem, hvor end I finder dem, og fordriv dem, hvorfra de fordrev jer" (OQM. al-Baqarah:191).
I 2003 blev der i Danmark oprettet en forening Mennesker imod Fundamentalisme. Foreningen, som havde til formål at bekæmpe islamisk fundamentalisme, bestod hovedsageligt af forældre til danske børn, der gået ind i Hizb ut-Tahrir.
Den 15. februar 2008 afholdt Hizb ut-Tahrir en demonstration i København, hvor også Islamisk Trossamfunds talsmand, Kassem Ahmad, deltog. Demonstrationen blev kraftigt kritiseret af de fleste partier i Folketinget; blandet andet skrev SF's formand Villy Søvndal: "Hvis de er så fladpandede, at de virkelig ønsker Kalifatet og Sharia indført, så er de simpelt hen kommet til det forkerte land. De har intet at gøre i Danmark, og de vil ikke opnå det, de stræber efter. Der er lande i verden som er meget tættere på disse tossers våde drøm. Så hvis ønsket er Kalifat eller Sharia – så er potentialet meget, meget større i f.eks. Iran eller i Saudi Arabien. Så herfra en klar opfordring: I må videre – og det kan kun gå for langsomt".
Kirstine Sinclair blev i Jyllandsposten citeret for flg:
"Villy Søvndals (SF) udfald mod bevægelsen betyder meget mere for Hizb ut-Tahrirs mulighed for at rekruttere nye medlemmer. De bruger det til at sige til andre muslimer, at de alle sammen er uønskede i det danske samfund."
Den bitre interne konflikt i Hizb ut-Tahrirs mellemøstlige ledelse efter det arabiske forår og borgerkrigen i Syrien førte også til stor strid i den danske afdeling. Administratorerne af partiets facebook-gruppe blev ekskluderet, da de nægtede at fjerne breve fra Abu Iyas fra siden. Medlemstallet raslede ned, og partiets indflydelse dalede, så det ifølge Weekendavisen i starten af 2019 nærmest var kollapset: Hizb ut-Tahrirs tilstedeværelse i den offentlige debat er stort set forsvundet, og partiet har haft problemer med at finde en talsmand for deres tidligere talsmand Junes Kock, efter at han forlod posten.
Medierepræsentant for Hizb-ut-Tahrir i Danmark, 35-årige Elias Ramadan Lamrabet, blev i juni 2024 idømt 60 dages betinget fængsel for opfordring til krig mod og udslettelse af Israel. I juni 2025 vakte det fremtrædende medlem af organisationen Aqeel Abu Osama opsigt med udtalelser om at danske muslimer skulle holde sig fra at deltage i studenterkørsel. Han blev derefter afsløret i at arbejde som projektleder og ingeniør i Energinet, hvilket medførte kritik fra blandt andet Dansk Folkeparti.
I juli 2025 meldte regeringspartiet Socialdemokratiet sig klar til at indføre et forbud mod organisationen, såfremt det var juridisk muligt, hvilket flere andre partier bakkede op om.